# Хожув-Място
Хожув-Място (пол. Chorzów Miasto) — промежуточная железнодорожная станция в городе Хожув (расположенная в дзельнице Хожув I), в Силезском воеводстве Польши. Имеет 1 платформу и 2 пути.
Станция построена в 1860 году, когда эта территория была в составе Королевства Пруссия.